# Towhidi Tabari
Towhidi  Tabari (en persa توحیدی طبری, en árabe: Tawhidi Al-Al-Tabari توحیدی الطبری ) nació el 15 de junio de 1974 en Babol (Irán). Es un artista especializado en el arte de la caligrafía, pintura e ilustración y reside actualmente en París.
Es miembro de la Asociación de Calígrafos Iraníes, de la Asociación Internacional de Artes Plásticas, de la Casa de Artistas de Francia y del Centro de Artes Plásticas del ministerio iraní de cultura.

## Biografía
Towhidi Tabari comienza a estudiar la caligrafía a la edad de 14 años en su ciudad natal con maestros como Mohammad-Zaman Ferasat y Mehdi Fallah. A los 19 años entra en el Instituto de la Asociación de calígrafos iraníes de Teherán, donde aprende hasta 1989 este arte, al lado de maestros como Gholam-Hossin Amirkhani et Yadolla Kaboli. Al mismo tiempo continúa sus estudios de Bellas Artes, Artes Gráficas y Artes tradicionales iraníes.
- Towhidi Tabari es un especialista de los estilos Nasta'liq y Shekasteh de Caligrafía.

## Exposiciones, premios y festivales
Calígrafo de renombre internacional, ha organizado desde 1986 más de 50 exposiciones individuales en América, Asia, Europa e Irán

, y ha participado también en más de 100 exposiciones colectivas

, tanto nacionales como internacionales.  Entre los premios obtenidos:

### Premios y festivales
- El Premio y Diploma del festival de Arte Tawhid en Teherán en el 1998
- El certificado del museo de Arte contemporáneo en Teherán en el 1999
- El premio y diploma del festival de Arte Sagrado en Teherán en el 2000
- El diploma y la medalla de la Escuela de Bellas Artes del Líbano en el 2002.
- Una carta de agradecimiento del presidente Jacques Chirac en el 2003.
- La medalla "Gustave Caillebotte" de la ciudad de Yerres en el 2004.
- El Certificado de la Academia de Bellas Artes de Zagreb en Croacia también en el 2004.

### Exposiciones
- 1986 Contemporary Calligraphers of Mazandaran, Irán
- 1987 National Congress of Calligraphy, Ramsar, Irán
- 1989 Noshirvani Institute of Technology, Babol
- 1992 Galería Daryabeygui, Teherán
- 1993 Galería Zarrabi, Teherán
- 1995 Galería Gallery, Teherán
- 1996 Galería de arte, Babol
- 1997 Avicenne Cultural Center, Teherán
- 1998 Iranian Associations, Colona, Frankfurt, Hamburgo; Alemania
- 1998 La Maison d'Irán, París, Francia
- 1999 Contemporary Arts Museum, Teherán
- 1999 Centro cultural de Siria, París, Francia
- 1999 François Mitterrand National Library of France for the commemorations of Hafez
- 1999 International Omar Khayyam  Congress UNESCO, París
- 2000 Centro cultural de Irán, París
- 2000 Exposición individual en la Los Angeles Iranian Association, U.S.
- 2002 Lebanon Fine ArtsUniversity, Trípoli
- 2002 ARTSUD, Palais de Congrès, París
- 2002 Great Mosque, París
- 2003 Cité Internationale des Arts, París
- 2003 Mediathèque Issy-Les-Moulineaux, Francia
- 2004 National Library of Croatia, Zagreb[14]
- 2004 Salle André Malraux, Yerres, Île-de-France, Francia
- 2005 Exposición de obras basados en la poesía de Rumi, Centro cultural de Irán, París
- 2006 Nuit Blanche 2006 edition, National Archives of París, Francia
- 2007 Exposition en la Ciudad de Cogolin-Sainte Maxime, Côte d'Azur, Francia
- 2007 Festival de Calligraphia, Théoule-sur-Mer, Cannes, Francia
- 2007 Centro cultural de Courbevoie, Île-de-France, Francia
- 2014 Espace Nouvelle, Vallon,Francia[15]
- 2014 Institut des cultures arabes et méditerranéennes, Ginebra, Suiza